# 克里斯·迪高马蒂斯
克里斯·迪高马蒂斯是一名橄榄球球运动员，现在效力于加的夫城足球俱乐部与塞浦路斯国家橄榄球联盟队。是加的夫蓝队中的一名队员，于Pro12橄榄球职业联赛开展职业生涯。
出生于英国威尔士彭科伊德，少年时曾经效力威尔士彭科伊德青年队，加的夫橄榄球俱乐部的青少年蓝黑队，15岁时被遣散，并且加入了帕提亚斯橄榄球俱乐部。他后来效力于唐道俱乐部司职后卫。
迪高马蒂斯曾经入选威尔士19岁以下代表队并担任闭锁前锋，同时就读于凯尔特勇士学院。
迪高马蒂斯曾经在卡迪夫都會大學学习体育和休闲事务管理，他曾代表校队参加2004-2005赛季的甲级联赛，在赛季中几次被获准为庞特普里德出赛，为卡迪夫都會大學带来了更大的国际性荣誉。
在2005-06赛季的开始期间，迪高马蒂斯入选庞特普里德的更高年龄级别小组。他良好的表现也有了回报，他入选“威尔士21岁以下小组”去参加六国锦标赛和在法国举行的世界锦标赛的年龄组赛事。
迪高马蒂斯曾被庞特普里德粉丝俱乐部选为《年度最有进步运动员》之一。
而现在他司职闭锁前锋，翼锋和8号前锋，在2010-11赛季开始担任庞特普里德队的队长，并率领球队于2010-11赛季夺得威尔士杯冠军(在这个赛季庞特普里德也成为了在联盟内领跑的赢家，但后来被拉内利俱乐部终结了。)
2011-12赛季中(同样率领球队进入总决赛)带领俱乐部打入甲级联赛，并且在2012-13赛季再次取得冠军。他也成为了取得过双冠军的小组的一份子。后来在2013-14的第二赛季中又再次捧杯成为双料冠军。
2013年11月27日，加的夫蓝队正式宣布与迪高马蒂斯签下长期合约。迪高马蒂斯表示:"我非常之激动，我能有机会成为加的夫蓝队的一份子，这给我一个机会去开始我的橄榄球职业生涯。"